# Fotel orła
Fotel Orła (hiszp. La silla del Aguila) – powieść autorstwa Carlosa Fuentesa z 2002. Pierwsze polskie wydanie ukazało się w 2004, w tłumaczeniu Zofii Wasitowej.
Akcja powieści rozgrywa się w przyszłości w stosunku do daty wydania – w 2020. Meksyk został pozbawiony łączności satelitarnej i konieczny był powrót do pisania tradycyjnych listów. Na tym tle opisuje autor zachowanie elit politycznych, prywatę, nielegalne interesy i wykorzystywanie stanowisk do niecnych celów. Wspomina autentyczne postacie historyczne (Fidela Castro, George'a W. Busha, Francisco Franco i Witolda Gombrowicza).